# British Chess Magazine
Il British Chess Magazine è la rivista di scacchi di più antica fondazione tra quelle ancora in pubblicazione. Venne fondata nel gennaio 1881 da John Watkinson, che in precedenza aveva diretto l'Huddersfield College Magazine, e da allora è uscita ad intervalli mensili regolari, compresi i periodi della prima e seconda guerra mondiale.
È una pubblicazione indipendente, non collegata alla federazione scacchistica inglese, la British Chess Federation. La casa editrice "British Chess Magazine" ha pubblicato nel corso degli anni anche molti libri di scacchi.

## Direttori
- John Watkinson (1833-1923)  – 1881-1887
- Robert Frederick Green (1856-1925)  – 1888-1893
- Isaac McIntyre Brown (1858-1934)  – 1894-1920
- Richard Griffith (1872-1955)  – 1920-1937
- Harry Golombek (1911-1995)  – 1938-1940
- Julius du Mont (1881-1956)  – 1940-1949
- Brian Reilly (1901-1991)  – 1949-1981
- Bernard Cafferty (1934 -)  – 1981-1991
- Murray Chandler (1960 -)  – 1991-1999
- John Saunders (1953 -)  – dal 1999 ad oggi (2009)